# Tratado Japón-Corea de 1885
El Tratado Japón-Corea de 1885, también conocido como el Tratado de Hanseong (en japonés: 漢城 条約, romanizado: Kanjō Jōyaku) con Hanseong (en hangul, 한성; en hanja, 漢城), se negoció entre Japón y Corea tras un golpe de Estado fallido en la capital coreana en diciembre de 1884.

## Antecedentes
El 4 de diciembre de 1884 se intentó un golpe de Estado, también conocido como el Golpe Gapsin. El momento del golpe aprovechó el hecho de que los chinos retiraron la mitad de sus tropas de la guarnición de Hanseong.
Después de solo tres días, la revuelta fue reprimida por las fuerzas militares chinas que estaban guarnecidas en la ciudad coreana de Hanseong (Seul. Durante el conflicto, el edificio de la legación japonesa fue incendiado y cuarenta japoneses fueron asesinados.
Inoue Kaoru fue el principal diplomático japonés en sus relaciones con Corea. Las negociaciones diplomáticas concluyeron en enero de 1885.

## Disposiciones del tratado
El gobierno japonés exigió y recibió una disculpa y reparaciones.

## Consecuencias
En un esfuerzo por calmar las tensiones sobre Corea, tanto Japón como China acordaron retirar sus tropas de Corea en la Convención de Tientsin de abril de 1885.